# 780 (szám)
A 780 (római számmal: DCCLXXX) egy természetes szám, háromszögszám, az első 39 pozitív egész szám összege.

## A szám a matematikában
A tízes számrendszerbeli 780-as a kettes számrendszerben 1100001100, a nyolcas számrendszerben 1414, a tizenhatos számrendszerben 30C alakban írható fel.
A 780 páros szám, összetett szám, kanonikus alakban a 22 · 31 · 51 · 131 szorzattal, normálalakban a 7,8 · 102 szorzattal írható fel. Huszonnégy osztója van a természetes számok halmazán, ezek növekvő sorrendben: 1, 2, 3, 4, 5, 6, 10, 12, 13, 15, 20, 26, 30, 39, 52, 60, 65, 78, 130, 156, 195, 260, 390 és 780.
A 780 négyzete 608 400, köbe 474 552 000, négyzetgyöke 27,92848, köbgyöke 9,20516, reciproka 0,0012821. A 780 egység sugarú kör kerülete 4900,88454 egység, területe 1 911 344,970 területegység; a 780 egység sugarú gömb térfogata 1 987 798 769,3 térfogategység.